# كلية العلوم والتقنيات مراكش
تأسست كلية العلوم والتقنيات التابعة لجامعة القاضي عياض بمراكش سنة 1991 تحت اسم "الكلية الثانية للعلوم" في مباني المركز التربوي الجهوي السابق الذي شُيّد سنة 1974. وفي سنة 1994، تم تحويلها إلى كلية للعلوم والتقنيات، وذلك في إطار السياسة الوطنية لتعزيز التعليم العالي التكنولوجي، وقد شهدت توسعة همّت إنشاء أقسام جديدة، مقر العمادة، وملحق للمكتبة.
منذ 1994، أصبحت الكلية مؤسسة ذات ولوج محدود، وتعتمد نظاماً بيداغوجياً نصف سنوي يعتمد على الوحدات والتقييم المستمر، وتمنح عدداً من الشهادات مثل DEUG، DUT، الإجازة المهنية، الماستر، والمهندس. الموسم الجامعي 2006-2007، شرعت الكلية في تطبيق إصلاح نظام "إجازة - ماستر - دكتوراه" (LMD). كما شاركت بين 2007 و2010 في المبادرتين الحكوميتين "10000 مهندس" و"برنامج الأوفشورينغ". وفي الفترة 2015-2016، ساهمت في مبادرة "تأهيل 25000 من حاملي الإجازة".